# Schweizerische Vereinigung der Strahler, Mineralien- und Fossiliensammler
Die Schweizerische Vereinigung der Strahler, Mineralien- und Fossiliensammler (SVSMF) ist der Verband der Strahler, Mineralien- und Fossiliensammler in der Schweiz.

## Geschichte
Auf Initiative von Gottfried Beck, H. K. Rüfenacht und R. Vittoz schlossen sich im Jahr 1956 Strahler und Sammlerfreunde in Meiringen zu einer zwanglosen Vereinigung zusammen. In der Folge erschien regelmässig das Mitteilungsblatt für Mineralistik «Der Strahler», das Vorgängerheft zum heutigen «Schweizer Strahler», der offiziellen Fachzeitschrift der SVSMF. Jährlich fand man sich zu einer Tagung zusammen. Die erste Mineralienbörse wurde im März 1957 in Schönenwerd (im damaligen Bally-Museum) durchgeführt.
Am 24. September 1966 fand die Gründungsversammlung in Spiez statt, wo die Schweizerische Vereinigung der Strahler und Mineraliensammler (SVSM) ins Leben gerufen wurde. Bei der Gründungsversammlung wurde Gottfried Beck für seine immense Vorarbeit zum Ehrenpräsidenten der gegründeten Vereinigung gewählt. Unter den heutigen Sektionen gibt es zwei (Zürich und Oberwallis), die bereits vor der SVSM-Gründungsversammlung bestanden hatten. Nach vielen Jahren schlossen sich auch die Fossiliensammler dem Verein an. Fortan trug die Vereinigung den heutigen Namen (französisch Association Suisse des cristalliers, collectionneurs de minéraux et fossiles, italienisch Associazione svizzera di cercatori, collezionisti di minerali e fossili, rätoromanisch Uniun svizra da chavacristallas, collectaders da minerals e fossils, ASCMF).
Bis heute führten zehn Personen den Verband als Zentralpräsidenten:
| 1966–1973 | Franz B. Haverkamp                         |
| 1974–1977 | Otto Lucek                                 |
| 1978–1981 | Max Isler                                  |
| 1982–1987 | Hermann Ogi                                |
| 1988–1995 | Ernst Rufibach                             |
| 1996–2002 | Ruedi Schulthess                           |
| 2003–2013 | Charles Handschin                          |
| 2014–2014 | Ueli Schäfer, Co-Präsident Cédric Schnyder |
| 2015–2015 | Cédric Schnyder, Co-Präsident Ueli Schäfer |
| seit 2015 | Pascal Grundler                            |

## Aktivitäten
Die Aktivitäten des Verbands umfassen:
- Herausgabe des «Schweizer Strahlers», der Informationszeitschrift für Fachleute und Interessierte
- Der Ehrenkodex der SVSMF enthält Verhaltensregeln und Massnahmen gegenüber der Natur für Strahler, Mineralien- und Fossiliensammler sowie für Verkäufer und Händler.
- Die SVSMF führt eine Schlichtungskommission, welche angerufen werden kann, solange keine Verzeigung getätigt wurde.
- Die SVSMF führt einen Pool von Schiedsrichtern.
- Die Präsidentenkonferenz ist das Strategieorgan der Vereinigung.
- Schutz der Gebirgswelt

## Sektionen
Die 2300 Mitglieder der SVSMF sind in 15 Sektionen als eigenständige Vereine organisiert.
Die Sektionen organisieren Exkursionen, Touren, Vorträge, Zusammenkünfte und gesellige Anlässe für ihre Mitglieder. Einige Sektionen unterhalten auch eine Werkstatt mit Maschinen zur Bearbeitung von Steinen und auch Bibliotheken mit einschlägigen Fachbüchern. Andere haben eigene Jugendgruppen (z. B. Bern, Biel, Genf, Lausanne, Solothurn und weitere). Die Sektionen stellen aber auch die Delegierten für die Präsidentenkonferenz, an deren Sitzung zukunftweisende Strategien gefunden und eingeführt werden.
In der Regel besteht pro Kanton eine Sektion. Die Sektionen bilden das Fundament der SVSMF, sind als Vereine organisiert und bestimmen ihr Vereinsleben weitgehend autonom. Es steht den Mitgliedern frei, welchen Sektionen in der Schweiz sie angehören wollen. Sie sind nicht an Einheiten der Verwaltungsgliederung in der Schweiz wie Kantone, Bezirke oder Gemeinden gebunden.